# Genève-Servette Hockey Club 2012-2013
Questa è la rosa della stagione 2012/2013 dell'HC Ginevra-Servette.

## Roster
| N. | Naz.                 | Ruolo | Nome                  |
| -- | -------------------- | ----- | --------------------- |
| 29 | Svizzera (bandiera)  | P     | Federico Tamò         |
| 51 | Svizzera (bandiera)  | P     | Tobias Stephan        |
| 5  | Svizzera (bandiera)  | D     | Mike Vermeille        |
| 7  | Svizzera (bandiera)  | D     | Marc Gautschi         |
| 13 | Rep. Ceca (bandiera) | D     | Pavel Kubina          |
| 18 | Svizzera (bandiera)  | D     | Dave Sutter           |
| 22 | Svizzera (bandiera)  | D     | Jonathan Mercier      |
| 33 | Svizzera (bandiera)  | D     | Gian-Andrea Randegger |
| 45 | Svizzera (bandiera)  | D     | Frédéric Iglesias     |
| 47 | Svizzera (bandiera)  | D     | Eliot Antonietti      |
| 55 | Svizzera (bandiera)  | D     | Daniel Vukovic        |
| 57 | Svizzera (bandiera)  | D     | Goran Bezina          |
| 72 | Canada (bandiera)    | D     | Mathieu Carle         |
| 8  | Finlandia (bandiera) | A     | Tony Salmelainen      |
| 9  | Svizzera (bandiera)  | A     | Juraj Šimek           |
| 10 | Svizzera (bandiera)  | A     | Eric Walsky           |
| 14 | Svizzera (bandiera)  | A     | Jean Savary           |
| 15 | Svizzera (bandiera)  | A     | Roland Gerber         |
| 19 | Svizzera (bandiera)  | A     | John Fritsche         |
| 20 | Francia (bandiera)   | A     | Eliot Berthon         |
| 23 | Italia (bandiera)    | A     | Rico Fata             |
| 26 | Svizzera (bandiera)  | A     | Chris Rivera          |
| 39 | Canada (bandiera)    | A     | Ryan Keller           |
| 41 | Svizzera (bandiera)  | A     | Paul Savary           |
| 42 | Svizzera (bandiera)  | A     | Nicolas Leonelli      |
| 49 | Svizzera (bandiera)  | A     | Dan Fritsche          |
| 81 | Canada (bandiera)    | A     | Alexandre Picard      |
| 87 | Svizzera (bandiera)  | A     | Samuel Friedli        |
| 88 | Svizzera (bandiera)  | A     | Kevin Romy            |
| 89 | Svizzera (bandiera)  | A     | Cody Almond           |
| 91 | Svizzera (bandiera)  | A     | Julian Walker         |

- Allenatore:  Chris McSorley
- Ass.Allenatore:  Louis Matte